# Jean-Paul Desroches
Jean-Paul Desroches, né le 9 février 1945, est un chercheur, archéologue, mongoliste et sinologue français.
Il est conservateur général du patrimoine au Musée Guimet. Il a été professeur à l’École du Louvre. Archéologue, il dirige la Mission archéologique française en Mongolie. Il a également été commissaire d’expositions majeures sur la Chine, en France et en Extrême Orient.
Il s'est notamment intéressé au site de la nécropole de Gol Mod, situé à 30 km au nord-ouest de Khaikhan, dans l'Arkhangai, en Mongolie, sur laquelle il a écrit deux articles en 2002 et 2003.

### Articles
- Jean-Paul Desroches, « La nécropole de Gol Mod en Mongolie (note d'information) », Comptes rendus des séances de l'Académie des Inscriptions et Belles-Lettres, vol. 147, no 3,‎ 2003, p. 1171-1180 (DOI 10.3406/crai.2003.22635, lire en ligne)
- Jean-Paul Desroches et Guilhem André, « Une tombe princière Xiongnu à Gol Mod, Mongolie (campagnes de fouilles 2000-2001) », Arts asiatiques, t. 57,‎ 2002, p. 194-205 (DOI 10.3406/arasi.2002.1489, lire en ligne)
- Jean-Paul Desroches (photogr. Georges Fessy), La boutique fantasque de l'avenue du Bois, coll. « L'Objet d'Art » (no 9), juillet-août 1998, p. 44-55

### Ouvrages
- (en) Jean-Paul Desroches (éditeur scientifique) et Musée d'archéologie et d'histoire (Montréal, Canada), Two Americans in Paris : a quest for Asian art, Paris, Lienart, 2016, 278 p., 30 cm. (ISBN 978-2-35906-185-7)
- Jean-Paul Desroches, Gilles Chazal, Sophie Cazé, Éric Lefebvre, Françoise Marquet-Zao et Yann Hendgen, Zao Wou-Ki collectionneur : l'homme des deux rives : donations au Musée de l'hospice Saint-Roch d'Issoudun et au Musée des Arts de l'Asie de la Ville de Paris-Cernuschi, Paris, Flammarion, 2016, 293 p., 31 cm. (ISBN 978-2-08-138787-4 et 2-08-138787-5)
- Jean-Paul Desroches (dir.) et Musée des arts asiatiques (Toulon) (trad. du chinois), Fang Zhaolin : le voyage intérieur : [exposition, Toulon, musée des Arts asiatiques, du 17 juin au 10 décembre 2016], Paris, Paris : Alternatives, 2016, 128 p., 28 cm. (ISBN 978-2-07-267047-3 et 2-07-267047-0)
- Jean-Paul Desroches, Le thé : histoires d'une boisson millénaire : [exposition, musée des arts asiatiques Guimet, Paris, du 3 octobre 2012 au 7 janvier 2013], Paris, Musée des arts asiatiques Guimet : Réunion des musées nationaux-Grand Palais, 2013, 58 p., 25 cm. (ISBN 979-10-90262-06-5 et 978-2-7118-6047-0)
- Jean-Paul Desroches (Commissaire), Françoise Sabban (Commissaire), Musée du quai Branly - Jacques Chirac (Paris) et Zhongguo. Guo jia bo wu guan (exposition réalisée en partenariat avec le musée national de Chine), Les séductions du palais : cuisiner et manger en Chine, Paris, Actes Sud et musée du quai Branly, 2012, 191 p., 28 cm. (ISBN 978-2-35744-052-4 et 978-2-330-00952-6)
- Jean-Paul Desroches, Isabelle Leroy-Jay Lemaistre et Guillaume Fonkenell, La Cité interdite au Louvre : Empereurs de Chine et rois de France (catalogue d'exposition), Paris, Somogy, Les éditions Musée du Louvre, 2011, 320 p., 31 cm. (ISBN 978-2-35031-331-3 et 978-2-7572-0475-7)
- Jean-Paul Desroches (commissariat scientifique) et Sibilla D'Ottaviano Chiaramonti, Ma Desheng : êtres de pierre, souffle de vie : [exposition], Musée des Arts asiatiques, [Nice, 19 janvier-13 juin 2011], Milan, Silvana ed., 2011, 79 p., 23 x 31 cm. (ISBN 978-88-366-1956-6)
- Jean-Paul Desroches (Éditeur scientifique), Alain Croix (Éditeur scientifique), Marie-Catherine Rey (Éditeur scientifique) et Bertrand Guillet (Éditeur scientifique), La soie & le canon : France-Chine, 1700-1860 : [exposition, musée d'histoire de Nantes, 26 juin - 7 novembre 2010], Paris/Nantes, Paris : Gallimard ; Nantes : Musée d'histoire de Nantes, 2011, 231 p., 30 cm. (ISBN 978-2-07-012949-2 et 2-07-012949-7)
- Jean-Paul Desroches (Commissaire. Directeur de la publication) et Hiromu Ozawa (Commissaire.), Kyôto-Tôkyô : des samouraïs aux mangas : [exposition, Monaco, Grimaldi forum, 14 juillet-12 septembre 2010], Paris/Monaco, Paris : X. Barral ; Monaco : Grimaldi forum, 2010, 450 env. (non paginé), 25 cm. (ISBN 978-2-915173-65-9)
- Jean-Paul Desroches (trad. du chinois, photogr. Matt Aletti), De neige, d'or et d'azur : l'œuvre céramique de Chu Teh-Chun, Paris, La Martinière, 2009, 254 p., 33 cm. (ISBN 978-2-7324-3884-9)
- Jean-Paul Desroches, Chine, célébration de la Terre, Arles, Philippe Picquier, 2010, 190 p., 26 cm. (ISBN 978-2-8097-0179-1)
- Jean-Paul Desroches, Jacques Legrand, Guilhem André, Trésors du bouddhisme au pays de Gengis Khan : [exposition, Nice, Musée des Arts asiatiques, 5 juin-15 novembre 2009], Milan/Nice, Silvana Editoriale, 2009, 215 p. (ISBN 978-88-366-1398-4)
- Jean-Paul Desroches (dir.) et Ilse Timperman (dir.), Fils du ciel, Bruxelles : Fonds Mercator : Europalia international, 2009, 231 p., 28 cm. (ISBN 978-90-6153-887-5 et 90-6153-887-4)
- (fr + mn) Guilhem André et Jean-Paul Desroches (Publié à l'occasion de l'exposition tenue à la chancellerie de l'Ambassade de France en Mongolie), Mongolie, les Xiongnu de l'Arkhangaï : Mission archéologique française en Mongolie, Paris, Paris : Mission archéologique française en Mongolie, 2007, 93 p., 20 x 21 cm. (ISBN 978-99929-0-298-1)
- Jean-Paul Desroches, Chine, trésors du quotidien : Sur les traces de François Dautresme, Skira Editore, 2004, 195 p. (ISBN 978-88-8491-853-6)
- (fr + en) Jean-Paul Desroches, Sanyu : l'écriture du corps = language of the body, Paris/Milan, Milan : Skira ; Paris : ARAA, 2004, 211 p., 28 cm. (ISBN 88-8491-993-2)
- Jean-Paul Desroches (commissaire), Mongolie : le premier empire des steppes, Arles/Paris, Arles : Actes sud ; Paris : Mission archéologique française en Mongolie, 2003, 227 p., 29 cm. (ISBN 2-7427-4395-2)
- Jean-Paul Desroches (Commissaire) et Catherine Delacour (Commissaire) ([exposition], Paris, musée national des arts asiatiques-Guimet, et Barcelone, CaixaForum, Fundació "la Caixa"), Confucius : à l'aube de l'humanisme chinois, Paris, Réunion des musées nationaux, 2003, 214 p., 30 cm. (ISBN 2-7118-4598-2)
- Jean-François Jarrige, Jean-Paul Desroches et Catherine Pekovits, Ming : l'âge d'or du mobilier chinois= The golden age of chinese furniture, Paris : Réunion des musées nationaux : Musée national des Arts asiatiques Guimet, 2003, 231 p., 28 cm. (ISBN 2-7118-4692-X)
- Jean-Paul Desroches (Commissaire), L'Asie des steppes : d'Alexandre le Grand à Gengis Khan, Paris/Barcelone, Paris : Réunion des musées nationaux et Barcelone : Fundació la Caixa, 2001, 202 p., 30 cm. (ISBN 2-7118-4176-6)
- Jean-Paul Desroches (dir.) et Chang Lin-Sheng, Jean-Paul Desroches, Huei Chung Tsao, et al. ([exposition], Paris, Galeries nationales du Grand Palais, 20 octobre 1998-25 janvier 1999), Trésors du Musée national du Palais, Taipei : mémoire d'Empire, Paris, Association française d'action artistique : Éditions de la Réunion des Musées Nationaux, 1998, 423 p., 31 cm. (ISBN 2-7118-3651-7 et 978-2-7118-3651-2)
- (fr + en + zh) Jean-Paul Desroches, Compagnons d'éternité, Paris, Réunion des musées nationaux,, 1997, 255 p., 29 cm. (ISBN 2-7118-3594-4)
- Jean-Paul Desroches, Tésors des galions, Réunion des musées nationaux, 1994, 144 p. (ISBN 978-2-7118-3143-2)
- Jean-Paul Desroches, Le Jardin des porcelaines (catalogue d'exposition), Réunion des musées nationaux, 1987, 150 p. (ISBN 978-2-7118-2140-2)
- Dominique Ponnau et Jean-Paul Desroches, T'ang Haywen - Soixante dix lavis, acryliques et aquarelles, co-édition musées de Quimper et Vitré, 1983

## Documents audiovisuels et Internet
- « Archéologie du thé », INRAP 3 octobre 2012, France Culture : « Le salon noir », avec Vincent Charpentier.
- « Les Routes du thé », Pointe-à-Callière Musée d'archéologie et d'histoire de Montréal, 2013 : Présentation de l'exposition par Jean-Paul Desroches
- Jean-Paul Desroches, « Que savons-nous des Khunnu, maîtres de la Mongolie du IIIe siècle avant notre ère au IIe siècle de notre ère ? », Archives Audiovisuelle de la Recherche (51 min) ! Musée Guimet 29 mars 2007.
- « Mongolie : recherches sur les Xiongnu », sur ARSCAN, 2011 ? (consulté le 11 septembre 2017).

## Décorations
- Officier de l'ordre du Mérite culturel le 21 novembre 2003[3]